# Gibbotettix hupingshanensis
Gibbotettix hupingshanensis är en insektsart som beskrevs av Fu, Peng och Z. Zheng 2002. Gibbotettix hupingshanensis ingår i släktet Gibbotettix och familjen torngräshoppor. Inga underarter finns listade i Catalogue of Life.